# Diary (альбом Sunny Day Real Estate)
Diary (рус. Дневник) — дебютный студийный альбом эмо-рок-группы Sunny Day Real Estate, выпущенный 10 мая 1994 года на лейбле Sub Pop. По мнению критиков, данный альбом стал основополагающим релизом для эмо второй волны. Другие называют эту пластинку недостающим звеном между пост-хардкором и зарождающимся эмо-жанром. Альбом отличался от тех, что выпускали популярные гранж-группы Сиэтла того времени. Его мелодичное, но резкое звучание чётко отразилось на будущих эмо-группах.
Это седьмой самый продаваемый по счёту релиз лейбла Sub Pop: его продажи составили 231 000 копий. Журнал Rolling Stone пишет: «Diary фиксирует смутную внутреннюю суматоху лирики Иника и продвигает эти бурные эмоции до небес».
В 2013 году «Diary» занял первое место в списке LA Weekly «Top 20 Emo Albums in History». В марте 2016 альбом возглавил список «40 величайших эмо-альбомов всех времён по версии журнала Rolling Stone».
В 2009 году альбом Diary был отремастирован и перевыпущен с бонус-треками: «8» и «9», которые были ранее изданы в мини-альбоме Thief, Steal Me a Peach (1993).

## Список композиций
Слова и музыка всех песен — Джереми Иник и Дэн Хэрнер.
| №                   | Название                       | Длительность |
| ------------------- | ------------------------------ | ------------ |
| 1.                  | «Seven»                        | 4:45         |
| 2.                  | «In Circles»                   | 4:58         |
| 3.                  | «Song About an Angel»          | 6:14         |
| 4.                  | «Round»                        | 4:10         |
| 5.                  | «47»                           | 4:34         |
| 6.                  | «The Blankets Were the Stairs» | 5:27         |
| 7.                  | «Pheurton Skeurto»             | 2:33         |
| 8.                  | «Shadows»                      | 4:46         |
| 9.                  | «48»                           | 4:46         |
| 10.                 | «Grendel»                      | 4:53         |
| 11.                 | «Sometimes»                    | 5:43         |
| Общая длительность: | Общая длительность:            | 52:52        |

| №                   | Название            | Длительность |
| ------------------- | ------------------- | ------------ |
| 12.                 | «8»                 | 5:15         |
| 13.                 | «9»                 | 6:03         |
| Общая длительность: | Общая длительность: | 64:10        |

## Участники записи
| Sunny Day Real Estate - Джереми Иник — вокал, ритм-гитара - Дэн Хэрнер — бэк-вокал, соло-гитара - Нэйт Мэндел — бас-гитара - Уильям Голдсмит — барабаны, перкуссия | Производственный персонал - Брэд Вуд — продюсер, звукорежиссёр, микширование - Линн Хэмрик — фотограф - Крис Томпсон — художественное оформление |

## Отражение в культуре
- Заглавная песня «Seven» использовалась в мультсериале «Южный парк», в эпизоде «Дети-Готы 3: Рассвет позёров».
- Также эта песня звучит в музыкальной игре «Guitar Hero 5».